# Live from Freedom Hall
Live from Freedom Hall è un album live del gruppo musicale southern rock statunitense Lynyrd Skynyrd, pubblicato il 22 giugno 2010 dopo il loro undicesimo album in studio, God & Guns. Il cofanetto dell’album, il primo dei Lynyrd Skynyrd prodotto da Evan Haiman, include un CD con 15 brani eseguiti dal vivo alla Freedom Hall di Louisville, Kentucky, il 15 giugno 2007 e un DVD dello stesso concerto.
Sia Ean Evans che Billy Powell morirono prima della pubblicazione di questo album, che rimane il loro ultimo album live pubblicato con i Lynyrd Skynyrd.

## Tracce
1. "Travelin' Man" (Leon Wilkeson, Ronnie Van Zant) - 4:06
2. "Workin'" (Gary Rossington, Johnny Van Zant, Rickey Medlocke, Hughie Thomasson) - 4:49
3. "What's Your Name?" (Gary Rossington, Ronnie Van Zant) - 3:51
4. "That Smell" (Allen Collins, Ronnie Van Zant) - 5:52
5. "Simple Man" (Gary Rossington, Ronnie Van Zant) - 7:37
6. "Down South Jukin'" (Gary Rossington, Ronnie Van Zant) - 1:41
7. "The Needle and the Spoon" (Allen Collins, Ronnie Van Zant) - 2:32
8. "The Ballad of Curtis Loew" (Allen Collins, Ronnie Van Zant) - 4:36
9. "Gimme Back My Bullets" (Gary Rossington, Ronnie Van Zant) - 2:11
10. "Tuesday's Gone" (Allen Collins, Ronnie Van Zant) - 6:19
11. "Red White and Blue" (Johnny Van Zant, Donnie Van Zant, Brad Warren, Brett Warren) - 5:39
12. "Gimme Three Steps" (Allen Collins, Ronnie Van Zant) - 6:17
13. "Call Me the Breeze" (J.J. Cale) - 5:46
14. "Sweet Home Alabama" (Ed King, Gary Rossington, Ronnie Van Zant) - 6:22
15. "Free Bird" (Allen Collins, Ronnie Van Zant) - 12:11

## Formazione
- Johnny Van Zant - voce
- Gary Rossington - chitarra
- Mark Matejka – chitarra, voce
- Ean Evans – basso, voce
- Rickey Medlocke - chitarra,  voce
- Billy Powell - pianoforte,  tastiere
- Michael Cartellone – batteria